# (37822) 1998 BQ8
1998 BQ8 (asteroide 37822) é um asteroide da cintura principal. Possui uma excentricidade de 0.13409310 e uma inclinação de 6.18735º.
Este asteroide foi descoberto no dia 25 de janeiro de 1998 por Takao Kobayashi em Oizumi.